# Diego Cor
Diego Agustín Cor Morales, noto semplicemente come Diego Cor (Durazno, 6 luglio 2000), è un calciatore uruguaiano, attaccante dell'Albion.

## Carriera
Cresciuto nel settore giovanile del Liverpool (M), ha esordito in prima squadra il 10 settembre 2020 disputando l'incontro di Primera División Profesional vinto 2-1 contro il Danubio.

## Statistiche
Statistiche aggiornate all'11 ottobre 2020.

### Presenze e reti nei club
| Stagione        | Squadra         | Campionato      | Campionato | Campionato | Coppe nazionali | Coppe nazionali | Coppe nazionali | Coppe continentali | Coppe continentali | Coppe continentali | Altre coppe | Altre coppe | Altre coppe | Totale | Totale | Totale |
| Stagione        | Squadra         | Comp            | Pres       | Reti       | Comp            | Pres            | Reti            | Comp               | Pres               | Reti               | Comp        | Pres        | Reti        | Pres   | Reti   |        |
| --------------- | --------------- | --------------- | ---------- | ---------- | --------------- | --------------- | --------------- | ------------------ | ------------------ | ------------------ | ----------- | ----------- | ----------- | ------ | ------ | ------ |
| 2020            | Liverpool (M)   | PD              | 4          | 1          |                 | -               | -               |                    | -                  | -                  |             | -           | -           | 4      | 1      |        |
| Totale carriera | Totale carriera | Totale carriera | 4          | 1          |                 | -               | -               |                    | 1                  | 0                  |             | -           | -           | 4      | 1      |        |